# Next Plane Home
Next Plane Home è un singolo del cantante canadese Daniel Powter, pubblicato il 20 agosto 2009 come primo estratto dal terzo album in studio Under the Radar.

## Tracce
CD Maxi
1. Next Plane Home – 3:11
2. Best of Me (Demo Version) – 3:07
3. Free Loop (Live From Studio A) – 4:33

## Classifiche
| Classifica (2008) | Posizione massima |
| ----------------- | ----------------- |
| Austria           | 61                |
| Belgio (Fiandre)  | 60                |
| Belgio (Vallonia) | 25                |
| Germania          | 71                |
| Regno Unito       | 70                |
| Svezia            | 30                |
| Svizzera          | 37                |